# Sarsenterum
Sarsenterum (łac. Dioecesis Sarsenterensis) – stolica historycznej diecezji w Dalmacji istniejącej w czasach rzymskich.
Współcześnie ruiny miasta Sarsenterum znajdują się w pobliżu miejscowości Stolac w Bośni i Hercegowina. Obecnie katolickie biskupstwo tytularne ustanowione w 2009 przez papieża Benedykta XVI. 

## Biskupi tytularni
| Lp. | Biskup      | Funkcja             | Od             | Do |
| --- | ----------- | ------------------- | -------------- | -- |
| 1   | Petar Rajič | nuncjusz apostolski | 2 grudnia 2009 |    |